# Dürrsee
Dürrsee är en sjö i Österrike.   Den ligger i förbundslandet Steiermark, i den östra delen av landet, 100 km sydväst om huvudstaden Wien. Dürrsee ligger 1 153 meter över havet.
I omgivningarna runt Dürrsee växer i huvudsak blandskog. Runt Dürrsee är det ganska glesbefolkat, med 48 invånare per kvadratkilometer.